# Municipio de Lost Island
El municipio de Lost Island (en inglés: Lost Island Township) es un municipio ubicado en el condado de Palo Alto en el estado estadounidense de Iowa. En el año 2010 tenía una población de 227 habitantes y una densidad poblacional de 2,5 personas por km².

## Geografía
El municipio de Lost Island se encuentra ubicado en las coordenadas 43°12′33″N 94°51′7″O / 43.20917, -94.85194. Según la Oficina del Censo de los Estados Unidos, el municipio tiene una superficie total de 90.74 km², de la cual 87,89 km² corresponden a tierra firme y (3,14 %) 2,85 km² es agua.

## Demografía
Según el censo de 2010, había 227 personas residiendo en el municipio de Lost Island. La densidad de población era de 2,5 hab./km². De los 227 habitantes, el municipio de Lost Island estaba compuesto por el 95,15 % blancos, el 1,76 % eran asiáticos, el 1,76 % eran isleños del Pacífico y el 1,32 % eran de una mezcla de razas. Del total de la población el 0 % eran hispanos o latinos de cualquier raza.